# Atletiek op de Olympische Zomerspelen 2012 – 4×400 meter vrouwen
De 4×400 meter vrouwen op de Olympische Zomerspelen 2012 in Londen vond plaats op 10 augustus, series, en 11 augustus 2012, finale. Regerend olympisch kampioene is de Verenigde Staten.

## Records
Voorafgaand aan het toernooi waren dit het wereldrecord en het olympisch record.
| Wereldrecord     | Sovjet-Unie Tatjana Ledovskaja Olga Nazarova Maria Pinigina Olga Bryzgina | 3.15,17 | Seoel | 1 oktober 1988 |
| Olympisch record | Sovjet-Unie Tatjana Ledovskaja Olga Nazarova Maria Pinigina Olga Bryzgina | 3.15,17 | Seoel | 1 oktober 1988 |

## Uitslagen

### Kwalificatieronde
Kwalificatieregel: eerste drie teams van elke heat (Q) plus de twee snelste teams overall (q).
Heat 1
| Rang | Land | Deelnemers                                                                  | Tijd    | Opmerkingen |
| ---- | ---- | --------------------------------------------------------------------------- | ------- | ----------- |
| 1    | USA  | Keshia Baker Francena McCorory Diamond Dixon DeeDee Trotter                 | 3.22,09 | Q           |
| 2    | RUS  | Joelia Goesjtsjina Tatjana Firova Natalja Nazarova Anastasia Kapatsjinskaja | 3.23,11 | Q SB        |
| 3    | GBR  | Shana Cox Lee McConnell Eilidh Child Christine Ohuruogu                     | 3.25,05 | Q           |
| 4    | CZE  | Denisa Rosolová Zuzana Bergrová Jitka Bartoničková Zuzana Hejnová           | 3.26,20 | q           |
| 5    | POL  | Iga Baumgart Justyna Święty Anna Jesień Patrycja Wyciszkiewicz              | 3.30,15 |             |
| 6    | IRL  | Marian Heffernan Joanne Cuddihy Jessie Barr Michelle Carey                  | 3.30,55 | SB          |
| 7    | BRA  | Joelma Sousa Jailma de Lima Aline dos Santos Geisa Coutinho                 | 3.32,95 |             |
| 8    | TUR  | Pınar Saka Meliz Redif Birsen Engin Sema Apak                               | 3.34,71 |             |

Heat 2
| Rang | Land | Deelnemers                                                             | Tijd    | Opmerkingen |
| ---- | ---- | ---------------------------------------------------------------------- | ------- | ----------- |
| 1    | JAM  | Christine Day Shereefa Lloyd Shericka Williams Rosemarie Whyte         | 3.25,13 | Q SB        |
| 2    | UKR  | Olha Zemlyak Alina Lohvynenko Hanna Yaroshchuk Natalja Pyhyda          | 3.25,90 | Q           |
| 3    | FRA  | Phara Anacharsis Muriel Hurtis-Houairi Marie Gayot Floria Guei         | 3.25,94 | Q           |
| 4    | NGR  | Omolara Omotosho Idara Otu Bukola Abogunloko Regina George             | 3.26,29 | q SB        |
| 5    | BLR  | Alena Kiyevich Iryna Chljoestava Ilona Voesovitsj Svjatlana Voesovitsj | 3.26,52 | SB          |
| 6    | CUB  | Aymée Martínez Diosmely Peña Yaimeisi Borlot Daysiurami Bonne          | 3.27,41 | SB          |
| 7    | ITA  | Chiara Bazzoni Elena Maria Bonfanti Libania Grenot Maria Enrica Spacca | 3.29,01 | SB          |
| 8    | GER  | Esther Cremer Janin Lindenberg Maral Feizbakhsh Fabienne Kohlmann      | 3.31,06 |             |

### Finale
| Rang   | Baan | Land | Deelnemers                                                              | Tijd    | Opmerkingen |
| ------ | ---- | ---- | ----------------------------------------------------------------------- | ------- | ----------- |
| Goud   | 7    | USA  | DeeDee Trotter Allyson Felix Francena McCorory Sanya Richards-Ross      | 3.16,87 | WL SB       |
| Zilver | 6    | JAM  | Christine Day Rosemarie Whyte Shericka Williams Novlene Williams-Mills  | 3.20,95 | SB          |
| Brons  | 4    | UKR  | Alina Lohvynenko Olha Zemlyak Hanna Yaroshchuk Natalja Pyhyda           | 3.23,57 | SB          |
| 4      | 9    | GBR  | Shana Cox Lee McConnell Perri Shakes-Drayton Christine Ohuruogu         | 3.24,76 | SB          |
| 5      | 8    | FRA  | Phara Anacharsis Muriel Hurtis-Houairi Marie Gayot Floria Guei          | 3.25,92 |             |
| 6      | 2    | CZE  | Denisa Rosolová Zuzana Bergrová Jitka Bartoničková Zuzana Hejnová       | 3.27,77 |             |
|        | 3    | NGR  | Omolara Omotosho Muizat Ajoke Odumosu Regina George Bukola Abogunloko   | DQ      |             |
|        | 5    | RUS  | Joelia Goesjtsjina Antonina Krivosjapka Tatjana Firova Natalja Antjoech | DQ      |             |